# Haydn Porteous
Haydn Porteous (Johannesburg, 8 juli 1994) is een Zuid-Afrikaanse golfer. Hij debuteerde in 2014 op de Sunshine Tour.

## Loopbaan
Porteous won als een golfamateur elf toernooien waaronder het South African Amateur Strokeplay Championship, in 2012 en 2013. Sinds 2009 speelde hij golftoernooien voor punten op de wereldranglijst. In juli 2013 werd hij een golfprofessional.
In 2014 kwalificeerde Porteous zich als vierde op de qualifying school voor de Sunshine Tour.

## Prestaties

### Amateur
- 2010: Free State Open, Northern Cape Open
- 2011: Boland Open
- 2012: South African Amateur Strokeplay Championship, Zuid-Afrikaans Amateur Kampioenschap, Boland Amateur, Kwa Zulu Natal Qualifier & Matchplay,  Limpopo Open Strokeplay, Harry Oppenheimer Open
- 2013:  Princes Grant National Amateur, South African Amateur Strokeplay Championship, SA Amateur Proudfoot Trophy, Northern Amateur Stroke Play, Cape Province Open.

## Teams
Amateur
- Eisenhower Trophy: 2012